# Anoplolepis pernix
Anoplolepis pernix är en myrart som först beskrevs av Hugo Viehmeyer 1923.  Anoplolepis pernix ingår i släktet Anoplolepis och familjen myror. Inga underarter finns listade i Catalogue of Life.